# 三坂峠
三坂峠（みさかとうげ）は、愛媛県松山市と上浮穴郡久万高原町の市町境にある峠。標高720m。分水嶺にもなっていて、北側の御坂川（重信川水系）は瀬戸内海に、南側の久万川（仁淀川水系）は太平洋に流れる。

## 歴史
峠道は松山と高知と結ぶ主要陸路として土佐街道と呼ばれている。1881年（明治14年）に正岡子規もこの峠で、詩を残している。また、1966年（昭和41年）4月の植樹祭に出席した昭和天皇の詠んだ詩が記念碑として峠の頂上に建っている。その植樹祭跡地が「久谷ふれあい林」として整備され、2008年の手入れ会には今上天皇（当時は皇太子）も出席した。それに合わせ付近の道路、ガードレールの整備も行われたが、現在は立ち入り禁止となっている。

## 道路
古くから交通の難所とされてきたが、明治時代に大久保諶之丞により四国新道（1894年（明治27年）完成）として改修され、のちこの道が国道33号に指定された。第二次世界大戦後、建設省（現・国土交通省）直轄で一次改築事業が行われ、1966年（昭和41年）までに自動車が通行出来るよう整備された。急峻な地形に作られた道路であり、ヘアピンカーブの連続した坂道が続くことなどから、ローリング族が出没する。
また、冬季には積雪・凍結もみられる。
交通を円滑化するため、三坂道路事業として三坂第一トンネル（2006年貫通）および三坂第二トンネル（2007年貫通）が掘削され、高知松山自動車道開通に向けて整備されている。
なお、2015年4月1日、かつて国道440号との重複区間となっていた、愛媛県上浮穴郡久万高原町東明神から三坂峠を通り、愛媛県伊予郡砥部町大平に至る延長約9.2km（共に三坂道路との交点を結ぶ区間）が国道33号の指定を外され、国道440号の単独区間となった。
- 路線名：国道440号
- 最急勾配：8%
- 最急曲線：35m（180°ターンがある）
- 車線数：片側1車線対面通行（登坂車線有り）

## 観光地として
松山市側から見ると、坂を一気に上り詰める形になるので、峠からの松山平野（道後平野）が見渡せる。峠を南に下ると久万高原に入る。
伊予鉄道により三坂峠ドライブインが設けられていたが、高知自動車道の開通により車の流れが移動したこともあり、不振となり閉鎖された。
三坂峠ドライブインは2008年に取り壊され、現在は更地となっている。
この施設のほか、周辺には土産屋やホテル等の廃墟が残存しているが、現在営業中の商業施設はない。